# Zhecheng
Zhecheng  (en chino, 柘城; pinyin, Zhéchéng) es un condado  bajo la administración directa de la Prefectura Shangqiu en la Provincia de Henan, República Popular China.  Su área es de 1041 km² y su población total para 2020 superó los 800 mil habitantes. 
El condado cuenta con 8 grupos étnicos, entre ellos Han , Hui , Li , Tu, Tibetano , Zhuang , Manchu y Miao.

## Administración
Desde octubre de 2024, el  Condado Zhecheng  se divide en 22 pueblos  administrados en 4 subdistritos,  11 poblados y 7 villas.

## Toponimia
El topónimo Zhecheng significa "ciudad Zhe". En el año 596 durante la dinastía Sui se estableció el Condado Zhecheng. Según la enciclopedia del siglo X, escrita por Yue Shi (乐史), Geografía universal de la Era Taiping (太平寰宇记) dice; el nombre proviene del Canal Zhe (柘沟) presente en la región, denominación que probablemente alude a la abundancia del árbol Zhe que crecía extensamente en la zona.

## Geografía
Zhecheng se encuentra en la parte sur de la llanura del norte de China y pertenece a la llanura de Yudong . El condado es plano y es bañado por el Río Amarillo.
El punto más alto se encuentra en el área de Dufu en el municipio de Huiji, con una elevación de 52,8 metros, mientras que el punto más bajo se encuentra en el área de Wangwafang del municipio de Hongen, con una elevación de 42,9 metros, una diferencia de altura de unos 10 metros.
El área total del condado es de 1048 kilómetros cuadrados (urbana 30km²), que representan el 0.63% del área total de la provincia de Henan, de los cuales más de 700 km² es área de cultivo. El condado mide 27 km de norte a sur y 29 km de oeste a este.